# Phylloscopus laurae
Phylloscopus laurae là một loài chim trong họ Phylloscopidae.